# Здание Казгеологии
Здание Казгеологии — бывшее административное здание в Алма-Ате, ныне пятизвёздочная гостиница.

## История
Административное здание было построено в 1938 году по проекту архитектора Г. Кушнаренко. В 1956 году было создано Министерство геологии и охраны недр Казахской ССР, которое расположилось в здании.
После обретения независимости здание было продано китайским инвесторам. В нём разместились Национальная нефтяная компания Китая и Торгово-промышленный банк Китая.
Позднее здание было перепрофилировано под пятизвёздочную гостиницу.

## Архитектура
Здание характеризует классицистические тенденции в архитектуре города 30-х годов XX века. Сооружение в плане представляет собой Г-образное сооружение, состоящее из двух трёхэтажных объёмов. Главный вход, покоящийся на полукруглом стилобате, расположен на стыке корпусов и акцентирован колоннами дорического ордера. Портальная часть выделена пилонами и завершена высоким полукруглым аттиком. Над входом в межколонном простенке размещены балконы, Пространство под трехстворчатыми окнами третьего этажа декорировано картушами. Массивная тяга, опоясывающая здание, выделяет рустованный первый этаж.

## Статус памятника
10 ноября 2010 года был утверждён новый Государственный список памятников истории и культуры местного значения города Алматы, одновременно с которым все предыдущие решения по этому поводу были признаны утратившими силу. В этом Постановлении был сохранён статус памятника местного значения Казгеологии. Границы охранных зон были утверждены в 2014 году.